# Poruba pod Vihorlatom
Poruba pod Vihorlatom je obec na Slovensku v okrese Michalovce.
Leží ve Vihorlatském pohoří. Nadmořská výška obce je 193 m n. m. Obec má 603 obyvatel.

## Historie
Obec Poruba pod Vihorlatom byla založena roku 1410 německými kolonisty jako Nemethporuba.
Během školního roku 1938/39 učil v obci Ján Nálepka.